# لويس كارتر
لويس كارتر (بالإنجليزية: Lewis Carter)‏ (2 مايو 1925 بملبورن في أستراليا - 28 مايو 2006) هو لاعب كريكت أسترالي. لعب مع فريق فكتوريا للكريكت.

## وصلات خارجية
- لويس كارتر على موقع إي آس بي آن كريك إنفو (الإنجليزية)